# مونته‌گالدا
مونته‌گالدا (به ایتالیایی: Montegalda) یک کومونه در ایتالیا است که در استان ویچنزا واقع شده‌است.

## خصوصیات
مونته‌گالدا ۱۷ کیلومترمربع مساحت و ۳٬۲۵۴ نفر جمعیت دارد.